# Radulf (biskop i Ribe)
Radulf (ukendt - 14. februar 1171, Ribe) var en cisterciensermunk fra England, der levede en del af sit liv i Skåne, inden han blev inddraget i borgerkrigen mellem Svend, Knud og Valdemar.
Radulf var kong Valdemar I's første kansler, da han blev udnævnt til biskop i 1152. Selve indvielsen blev dog forsinket i fire år, grundet beskyldninger om manddrab og frafald fra troen. Efter at have givet en gård til munkene i Løgum, kunne indvielsen dog finde sted.
Men det var ikke slut med besværlighederne for Radulf, der havde mange konflikter. Konflikter, der endte med korporlige afstraffelse fra biskoppens nærmeste, da denne ville indsætte sin kapellan Vincents til kannik. Der var uenighed biskop Radulf blev pryglet i en nævekamp, så bispens overklædning blev sønderrevet, også skolemesteren og kanniken Bonifacius blev gennembanket.
Konflikterne og stridighederne stoppede først, da biskoppen døde. Radulf blev begravet midt i Ribe Domkirke.

## Reference
1. 1 2 3 4  Ribe bispekrønike